# لوك فلين
لوك فلين (بالإنجليزية: Luke Flynn)‏ هو ملحن أمريكي، ولد في 1988 في دوبوك في الولايات المتحدة.

## وصلات خارجية
- لوك فلين على موقع IMDb (الإنجليزية)